# Eustrotia retroversa
Eustrotia retroversa är en fjärilsart som beskrevs av Dyar 1920. Eustrotia retroversa ingår i släktet Eustrotia och familjen nattflyn. Inga underarter finns listade i Catalogue of Life.